# Отрадное (Жаркаинский район)
Отрадное (каз. Отрадное) — село в Жаркаинском районе Акмолинской области Казахстана. Административный центр Отрадного сельского округа. Код КАТО — 115431100.

## География
Село расположено на берегу реки Ишим, в 32 км на северо-восток от центра района города Державинск.

### Улицы[2]
- ул. Абая,
- ул. Амангельды Иманова,
- ул. Бак,
- ул. Бейбитшилик,
- ул. Жастар,
- ул. Ондирис,
- ул. Петра Савина,
- ул. Сакена Сейфулинна,
- ул. Тын,
- ул. Шамши Калдаякова.

### Ближайшие населённые пункты
- село Тасоткель в 5 км на востоке,
- село Кенское в 10 км на юго-западе,
- село Пятигорское в 11 км на северо-западе,
- село Гастелло в 27 км на юго-западе.

## История
Первоначально село было основано как совхоз в 1955 году в связи с освоением целины. Основная масса новоселов составляли воронежцы. 

## Население
В 1989 году население села составляло 1021 человек (из них русских 47%, казахов 24%).
В 1999 году население села составляло 772 человека (386 мужчин и 386 женщин). По данным переписи 2009 года, в селе проживали 474 человека (243 мужчины и 231 женщина).
| Численность населения | Численность населения | Численность населения |
| 1989                  | 1999                  | 2009                  |
| --------------------- | --------------------- | --------------------- |
| 1021                  | ↘772                  | ↘474                  |